# 聖奧古斯丁 (德克薩斯州)
聖奧古斯丁（英語：San Augustine）是一個位於美國德克薩斯州聖奧古斯丁縣的城市。根據2010年美國人口普查，該地共人口2108人，而該地的面積約為12.50平方千米。同時該地也是聖奧古斯丁縣的縣治。

## 地理
聖奧古斯丁的座標為31°31′52″N 94°06′39″W / 31.53111°N 94.11083°W，而該地的平均海拔高度為113米（即371英尺）。